# فرمانروای نقابدار
فرمانروای نقابدار یا پادشاه: صاحب ماسک (انگلیسی: The Emperor: Owner of the Mask; کره‌ای: 군주-가면의 주인) یک مجموعهٔ تلویزیونی کره جنوبی سال ۲۰۱۷ با بازی یو سونگ-هو، کیم سو-هیون، کیم میونگ سو، یون سو-هی و هو جون هو است. این مجموعه از ۱۰ مه تا ۱۳ ژوئیه ۲۰۱۷، روزهای چهارشنبه و پنجشنبه ساعت ۲۲:۰۰ (کی‌اس‌تی) از ام‌بی‌سی پخش شد. این مجموعه در ایران  از ۱۷ اردیبهشت ۱۴۰۱ از شبکه پنج سیما پخش شده‌است.

## خلاصهٔ داستان
از ابتدای سلسله چوسان، گروهی مخفی به نام «پیونسو» شکل گرفت که روز به روز بر قدرتش افزوده می‌شد. فرمانروا یی‌یون که خود، دست‌نشانده و فرمانبردار گروه پیونسو بود و همین‌طور به کمک این گروه بود که فرمانروای قبلی را کشته و خود پادشاه شد، وقتی پسرش یی سون بدنیا می‌آید توسط گروه مخفی پیونسو و ملکه مادر مسموم می‌شود و ارباب ده موک (رئیس گروه پیونسو) پادزهر آن سم را به قید دو شرط به یی‌یون می‌فروشد. اول، تأسیس سازمانی به نام تأمین آب و واگذار کردن انحصار کل آب کشور به گروه پیونسو. و دوم، عضویت ولیعهد یی سون در گروه پیونسو. به‌همین دلیل فرمانروا صورت ولیعهد را با ماسک می‌پوشاند و او را مخفیانه بزرگ می‌کند تا از او در برابر گروه پیونسو محافظت کند.
شانزده سال بعد، ولیعهد یی سون، که به عنوان یک مرد جوان محترم بزرگ شد، نقاب خود را برمی‌دارد و مخفیانه قصر را ترک می‌کند و به شهر می‌رود تا بفهمد چرا از زمان تولدش نقاب زده‌است. هدف او ملاقات با استاد اوبو است، تنها کسی که دلیل نقاب زدن او را می‌داند.
ولیعهد یی سون سپس با دختر یک مقام عالی‌رتبه بانو هان کائون و مرد جوانی که هم نام خودش یی سون است ملاقات می‌کند و بین آنها دوستی عمیقی ایجاد می‌شود.
پس از مدتی، انجمن مخفی پیونسو پادشاه یی‌یون را ترور کرد اما ولیعهد یی سون فرار کرد. افراد ده موک به دنبال او رفتند. ولیعهد توسط عده ای از افراد ده موک زخمی شد و سپس با درگیری و سقوط از صخره، بیهوش شد. نوه ده موک، کیم ها گون، که عاشق ولیعهد شده بود، برای اینکه ولیعهد را از دست ندهد، معجون متوقف کننده ضربان قلب را به او خوراند و اینگونه بود که از کشته شدن توسط گروه پیونسو نجات یافت. گروه پیونسو یک پادشاه جعلی را بر تخت سلطنت نشاند و با استفاده از داروی مشکوک با خواص سمی این پادشاه و کل دربار امپراتوری را تحت کنترل خود درآورد. ولیعهد با مشاهده رنج مردم تصمیم می‌گیرد خود را وقف مبارزه با گروه پیونسو کند و تاج و تخت خود را پس بگیرد. پادشاه سرانجام داروی معجون را می‌سازد و مردم را نجات می‌دهد. در پایان داستان، گروه پیونسو دچار فروپاشی و نابودی می‌شود و دموک رئیس گروه، با سم خودکشی کرده و هاگون نوه ده موک توسط پدربزرگش یعنی خود ده موک کشته می‌شود و یی سون دوست ولیعهد که چند سالی به عنوان ولیعهد جعلی بر تخت حکومت تکیه زده بود کشته می‌شود.

## بازیگران

### اصلی
- یو سونگ-هو در نقش ولیعهد یی سون[۷][۸]
- کیم سو-هیون در نقش بانو هان کائون[۹]
- کیم میونگ سو در نقش رعیت یی سون[۱۰]
- یون سو-هی در نقش کیم ها گون
- هو جون هو در نقش کیم ده موک[۱۱]
- پارک چول-مین در نقش استاد اوبو

## پخش در ایران
دوبله این سریال در تابستان سال 1400 به مدیریت علیرضا باشکندی و صدابرداری سعید عابدی (ده قسمت ابتدایی) و بهزاد توکلی در واحد دوبلاژ تلویزیون انجام شد و در نهایت در 30 اپیزود 40 دقیقه‌ای از شبکه تهران پخش شد.
| بازیگر               | نقش                        | دوبلور           |
| -------------------- | -------------------------- | ---------------- |
| یو سونگ هو           | شاهزاده لی سون             | امیرمحمد صمصامی  |
| کیم سو-هیون          | هان گا ایون                | نرگس فولادوند    |
| ال                   | لی سون(شاهزاده قلابی)      | حسین سرآبادانی   |
| شین هیون سو          | یی چونگ وون(محافظ شاهزاده) | مهرداد بیگ محمدی |
| یون سو هی            | کیم هوا گون                | رزیتا یاراحمدی   |
| هو جون هو            | دایه موک                   | تورج مهرزادیان   |
| کیم جونگ سو (بازیگر) | جو جین میونگ               | ژرژ پطرسی        |
| کیم یونگ وونگ        | جو تا هو                   | دانیال الیاسی    |

## تولید
- اولین جلسهٔ فیلمنامه خوانی در ۲۳ دسامبر ۲۰۱۶ در ایستگاه پخش ام‌بی‌سی در سانگام، سئول، کره جنوبی برگزار شد. فیلم‌برداری در دسامبر ۲۰۱۶ آغاز شد و برای شش ماه طول کشید و این مجموعه کاملاً از پیش تولید شده بود.[۱۲][۱۳][۱۴][۱۵] این مجموعه همکاری دوبارهٔ کیم سو-هیون و یو سونگ-هو بود که پیش از این در مجموعهٔ دلم برات تنگ شده (۲۰۱۳) همبازی بوده‌اند و همچنین همکاری دوبارهٔ کیم میونگ سو و یون سو-هی بوده‌است که پیش از این در روز بعد از اینکه بهم زدیم (۲۰۱۶) همبازی بوده‌اند.[۱۶][۱۷]